# Сърцевидки
Сърцевидките (Cardiidae) са семейство соленоводни миди с около 250 вида, разделяни в 15 до 24 рода.

## Описание
Имат силно издути черупки със сърцевидна форма, откъдето получават името си. Черупките достигат до 10 см дължина, имат ребра, при някои видове и шипове.
Кракът е силно развит и помага за заравянето и за придвижване. Чрез сгъване и рязко изправяне на крака могат да „подскачат“.
За разлика от повечето миди са хермафродити и могат да се размножават бързо.

## Родове
- Acanthocardia
- Americardia
- Cardium
- Cerastoderma
- Clinocardium
- Corculum
- Ctenocardia
- Dinocardium
- Discors
- Fragum
- Fulvia
- Laevicardium
- Lophocardiium
- Lyrocardium
- Lunulicardia
- Microcardium
- Nemocardium
- Papyridea
- Parvicardium
- Plagiocardium
- Ringicardium
- Trachycardium
- Trigoniocardia
- Serripes

## Значение
Някои видове се използват като храна във Великобритания и са обект на промишлен лов. В България са разпространени само четири вида от рода Сърцевидни миди (Cardium), които нямат промишлено значение, но са храна за дънни риби като калкани, попчета и др. Сърцевидките често се използват като талисманчета или украса. Предизвикват голям интерес у децата.